# 岩松橋

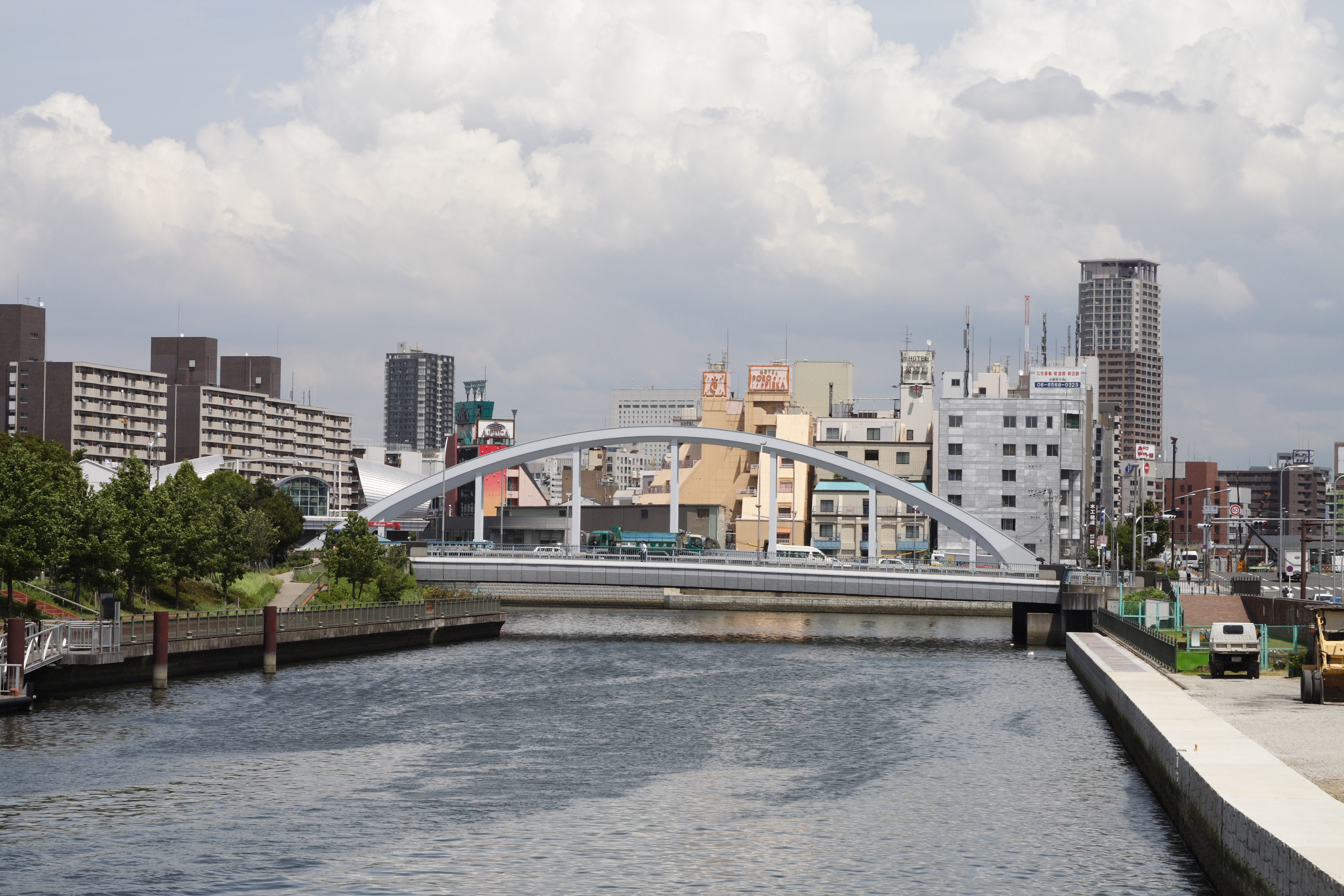
岩松橋

岩松橋（いわまつばし）は、大阪府大阪市西区千代崎3丁目と同市大正区三軒家西1丁目の間の岩崎運河に架かる鉄筋コンクリート製桁橋。大正通に属している。
橋長は66.5メートル、有効幅員は35メートル。南詰のすぐ東には大正橋があり、岩崎運河の下流側（当橋より西へ300メートル）には岩崎橋がある。

## 概要
当橋は大阪市電松島南恩加島線の延伸開業に伴い、大正11年（1922年）7月に架設された。架けられた当時の幅員は14.55メートル（うち歩道幅員1.5メートル）であったが、その後道路の幅員が拡幅された為、現在の状態に至った。名称の由来は、当時の町名であった西区岩崎町および北隣の松島町より。
平成13年（2001年）・14年（2002年）の秋に、当橋と岩崎橋との間の大正区側の護岸壁に大正区民が描いた「描こう!わがまち大正ギャラリー」が整備されている。

## 交通
- 大阪環状線・地下鉄長堀鶴見緑地線 大正駅から北東へ約200m（徒歩約2分）
- 阪神なんば線・地下鉄長堀鶴見緑地線 ドーム前（千代崎）駅から南へ約300m（徒歩約3分）
- 大阪シティバス「大正橋」バス停から北東へ約200m